# Juanita du Plessis
Juanita du Plessis, geboren als Juanita Naudé (Windhoek, 26 april 1972) is een Zuid-Afrikaans zangeres die geboren werd in Namibië. Ze werd in Zuid-Afrika bekend na haar hit Ska-Rumba.
Ze is getrouwd met Herman du Plessis en heeft samen met hem drie kinderen. Du Plessis is de zus van de eveneens Zuid-Afrikaanse zanger Pieter Naudé.
In 2010 ontving ze een prijs van de Suid-Afrikaanse Musiektoekennings voor beste Afrikaanse dvd voor haar uitgebrachte dvd 10 Jaar Platinum Treffers. Deze dvd bevat de succesvolste cd's van haar zangcarrière.

## Discografie

### Album
- Young Hearts (platina)
- Ek en Jy (Ska-rumba) (3x platina)
- Dis waar ek wil wees (2x platina)
- Jy is... (3 x platina)
- Altyd Daar (2x platina)
- Bly by my (2x platina)
- Jou Skaduwee (2x platina)
- Vlieg Hoog (4x platina)
- Volmaakte Kring (3x platina)
- 10 Jaar Platinum Treffers (4x platina)
- Engel van my hart (3x platina)
- Wees Lig (2x platina)

### Dvd's
- Juanita Op haar Beste (live, 3x platina)
- Altyd daar DVD (2x platina)
- Bring jou hart, samen met Theuns Jordaan (5x platina)
- 10 Jaar Platinum Treffers DVD (3x platina)
- Tydloos... Die Musiekvideo's (platina)